# 六四事件十八週年
2007年6月4日為六四事件第18週年，各方都有悼念活動及相關言論。中國官方在該年初分別批准維權人士胡佳夫婦（2月16日）、民運人士陳子明夫婦（4月11日）和任畹町（4月16日）前來香港訪問，並批准因其訪問胡耀邦引致其下台的記者陸鏗於3月30日首度返回雲南省家鄉探親，雖然他們較低調過境並多拒絕接受傳媒訪問，但據外界猜測，這是配合2008年北京奧運，為與外國營造良好氣氛的措施。但對六四悼念活動亦有緩和作用。
但是，5月15日因為香港民建聯主席马力在談論國民教育時向傳媒發表「六四沒有屠城」、「政府應為歷史定調」的言論，直接使傳媒報道並關注其言論，及後馬力雖然表示該言論輕率，但拒絕收回此觀點；言論引發天安門母親運動與民運領袖亦表示憤概與香港部分團體（學聯、支聯會、港大學生會）抗議之餘，並導致該年在維園舉辦之六四燭光集會參與市民比往年也有所上升；另一方面，該年天安門母親運動亦首次成功在北京舉辦座六四談會，天安門母親運動發起人丁子霖與丈夫更首度在6月3日晚與兩位組織成員陪同沒有被監視之下在北京市木樨地街頭祭奠兒子；多位民運領袖同時在互聯網上舉行網聚，並接受香港與美國傳媒問及感受與看法，馬英九與鄧小平長女鄧林亦發表感受與看法。
另外當年協助多位民運領袖逃離到中國境外的黃雀行動總指揮陳達鉦在紐約首次露面，也是今年較突出的受關注事件。

## 馬力言論

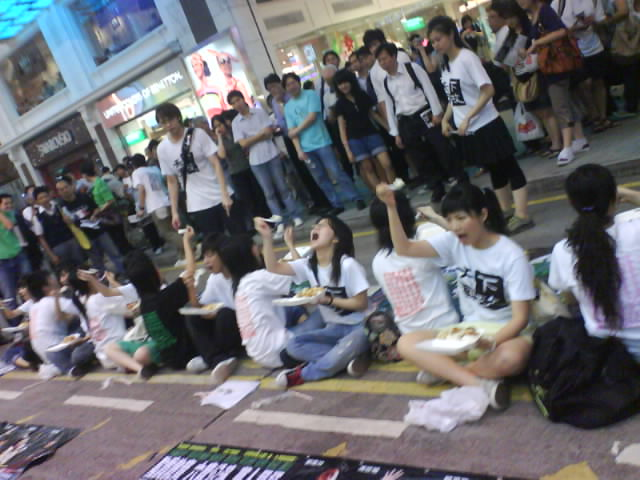
學生表演諷刺時弊的街頭劇

香港立法會議員、民建聯主席馬力在5月15日指出有部分中學教師以「屠城」、「血流成河」來形容六四事件是不合理的，他並建議香港政府作官方定調，防止教師「各自表述，向學生傳遞錯誤信息」。
馬力的言論引起極大爭議，《蘋果日報》、《明報》、《南華早報》在5月16日都以頭版報道。支聯會主席司徒華、民主黨主席何俊仁、李卓人等都以強硬措辭來譴責馬力言論，指他「冷血」、「無恥」。其後馬力表示不該以此等措詞作言論，但亦同時表示不會收回該言論，及後的日子亦拒絕傳媒採訪，並離開香港，到廣州休養。

## 民運領袖言論

### 王丹

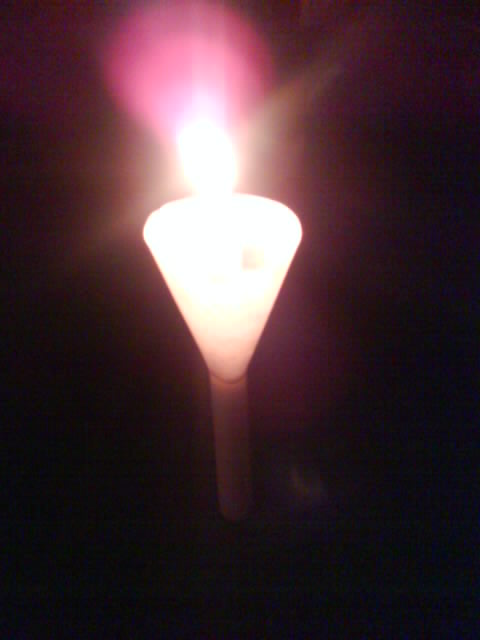
祈福时用的蜡烛

王在美國發表聲明，如果中共當局繼續拒絕重新評價六四問題，繼續關押異議人士，繼續拒流亡群體於國門之外，他們將在20周年時發起全球性的大規模紀念活動，以提醒世人不要忘記死難者和中共極權本質，以進一步推動中國民主化進程。
聲明中強調，至今仍有部分判處重刑的北京市民還關押在北京市第二監獄，“他們當年是為保護學生而走上街頭，我們應通過一切可能手段，呼籲國際社會關注這些政治犯的待遇，並努力促成儘早釋放」。

### 王軍濤
現在在紐西蘭坎特伯雷大學當訪問學者的王表示，90年代後期起，中共對六四參與者予以較寬鬆的空間，也是中共在消化六四過程中必然要改革政治體制的結果，他又以鄧小平在文革結束後解決文革的事情作比喻六四的解決方法，但同時亦以兩者時空、形式內容也不相同說兩者不能完全類比。
另外王亦出席於6月3日晚上在新西蘭奧克蘭阿爾伯特戰爭紀念館舉辦的「六四十八周年」紀念活動。

### 陳子明
在北京的陳子明亦表示他接觸過的公安和司法人員均表示六四該獲平反，並表示打算發表文章，在理論上進行「總結」。

### 劉曉波
在北京的劉曉波表示，在現時「胡溫體制」下，平反六四還是沒有希望。因為90年代中前期人們關注較多；90年代後期至今均以多種理由與形式（或出國或經商）漸漸淡出六四紀念活動，所以關注度慢慢減少。並贊同天安門母親運動持之以恆的抗爭方法。
劉並分析六四給今日中國留下兩個歷史遺產延伸：共產黨失去合法性以至以暴力解決社會問題，另外中國人權意識覺醒普及各地的各種維權運動。

### 吾爾開希
在台北的金融公司工作的吾爾開希表示現在雖已經過18年，但晚上做夢亦會想到當晚他「絕望、極度悲傷」的情緒與周圍同學倒地淌血的情景。過去18年由想家至憤怒、期望爆發與樂觀、希望的鬥爭。
他仍期待中国共产党能對民運人士解禁，讓中国共产党作出良性選擇。他亦表示近年開始由電話轉而以視像與親人見面與溝通。

## 六四紀念網聚
六四紀念網聚 （页面存档备份，存于）由王丹與自由中國論壇網站共同發起，王軍濤、陳子明、劉曉波、浦志強等許多民主人士，共同討論有關中國民主的問題。浦志強表示六四不能被遺忘、不能走進歷史，否則歷史就會重演。
據表示，這是中國海內外第一次大規模的網上聚會，具重大意義。

## 天安門母親紀念活動
天安門母親運動發起人丁子霖於5月24日與26日發起舉行《六四18周年座談會》，共有20多位遺屬參加。講座中對馬力之言論進行聲討、對公安多年來嚴密監視表示憤概。表示堅持其「公布真相、道歉賠償、司法追究」立場並以和平、理性地爭取自身權利。
丁子霖的兒子蔣捷連和徐珏兒子吳向東在1989年6月3日晚上11點在北京被解放軍槍殺。丁子霖與丈夫、於2007年6月3日晚近12點與徐珏女士、马雪琴女士首次到該地點拜祭。這是她在六四事件發生18年來，首次成功拜祭兒子，現場有便衣公安監視但沒有阻止拜祭，翌日接受香港傳媒的電話訪問。

## 魏京生被日方拒入境
民運人士魏京生在6月3日由紐約抵達東京時，在成田機場被日方拒絕入境。共同社稱他因沒有適合簽證，但時事新聞社引述一名移民官稱這是執行上級命令，魏京生基金會執行主席黃慈萍稱魏這次是以過境名義入境。
魏本次來東京是為了出席當地一項紀念六四十八周年的演講。

## 燭光晚會

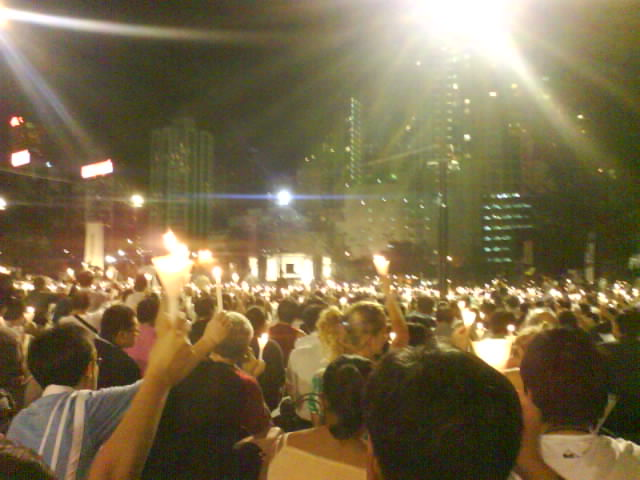
燭光晚會上的燭海

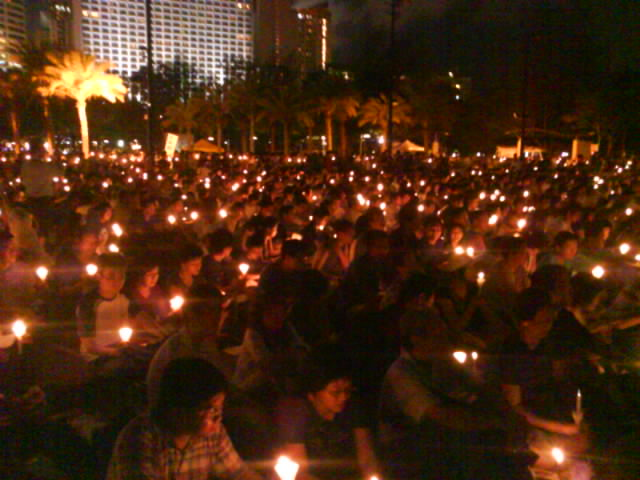
燭海中人們靜默無聲

### 香港
香港支聯會在6月4日晚上8點至10點於香港維多利亞公園舉行燭光悼念集會，支聯會估計參與人士有5萬5千人，香港警方則稱有2萬7千人參加。，今年的主題為「平反六四，支持維權」為主題。在此之前支聯會亦如常有圖片展覽、遊行（5月27日）及長跑（6月4日早上）等活動。
而燭光晚會舉行前，天主教支援愛國民主運動聯合會200人（由陳日君主持）在維園涼亭舉行祈禱會悼念死難者，祈禱會後陳便離開。

### 澳門
澳門民主發展聯委會在6月4日晚上在議事亭前地舉辦圖片展（日間）及當天晚上舉行燭光晚會，約有200人出席。成員吳國昌表示現時內地缺乏民主政制保障，以致基層市民不能享受經濟成果，澳門亦不例外；他要求行政長官下半年開展咨詢落實澳門民主政制發展；並希望全國人大設立專責調查機制調查事件，向人民及歷史交代。

### 悉尼
數十人在悉尼中國領事館門前紀念六四，以「結束專制實行民主」為主題，參與者有原悉尼學運領袖楊軍、流亡詩人貝嶺等人。

## 其他相關事件

### 香港立法會「平反六四」動議
5月16日，梁國雄議員擬在立法會會議席上提出辯論六四事件的議案，但被主席裁定議案措辭不合乎規程，予以退回。
5月30日，民主黨前主席李柱銘動議辯論「毋忘六四事件，平反八九民運，支持維權運動，建立民主憲政。」，在民主派24票贊成、民建聯等11票反對和自由黨等12票棄權之下被否決。民建聯的議員沒有在會議上發言，馬力沒有出席會議；自由黨主席田北俊認為最重要的是向前看，歷史自有公論。
這是香港立法會第九年提出有關「平反六四」的動議，並從沒有成功獲得通過。

### 美國務院促北京交代六四
美國國務院發表聲明，敦促中國政府在2008年北京奧運之前，向世人及中國人民完整交代六四鎮壓的基本事实，包括公開1989年解放軍進入北京城後，被殺、受傷及失蹤、之後又有被拘捕及監禁的人數。聲明並批評中國政府至今仍然繼續壓制六四事件的基本資料，國際社會及中國人民仍然不知道當年的真實情況。聲明亦說“中国政府应该采取积极行动，重新评价天安门事件，释放所有因天安门事件入狱的人员，并停止骚扰天安门事件受害者家属。上述行动，以及采取保障中国公民享有国际公认的基本自由的步骤，将有助于中国实现树立良好形象的目标”。
。
6月5日，美國眾議院議長南希·佩洛西發表悼念聲明向死難者致哀，並批評中國人權狀況惡劣，利用新科技遏制反對聲音。

### 黃雀行動總指揮陳達鉦露面
六四事件發生後，黃雀行動協助被中國官方通緝的中國民主運動人士離開中國大陸。2007年5月27日，總指揮陳達鉦首次於美國纽约公开亮相，接受電視專訪。
陳達鉦是香港唯勝企業有限公司、義德洋行有限公司和華美門有限公司的董事長、總經理。當年黃雀行動用走私快艇載運，或派人深入中國大陸，從華南到華中、華北、深入到蘭州協助王丹、王軍濤和陳子明等人離開中國大陸。

### 馬英九言論
中國國民黨的2008年中華民國總統大選參選人馬英九在六四十八周年投書聯合報，呼籲自由民主必須是兩岸共同語言。他希望中國大陸加速民主開放，再啟海峽兩岸的對話契機。他指出大陸政府以武力血腥鎮壓學生的民主運動，讓它十幾年來試圖建立的改革開放形象毀於一旦。並指中国共产党踐踏人權，封殺台灣加入世界衛生組織等國際組織，「這是對台灣民意的粗暴踐踏，更是對台灣人民情感的最大傷害！」。

### 浦志強被帶走訊問
北京維權律師浦志強6月3日晚上8時與妻子和孩子及朋友在天安門廣場散步，其後被七、八名便衣警察帶走訊問，警方說不能在天安門廣場這樣敏感的地方從事「違法」活動，並表示六四事件是中共黨和政府已經定性的事，兩小時後獲釋。

### 退役軍人拍賣軍功錶
六四事件後，北京市當局向數百名第一批從學生手中奪回天安門廣場的解放軍菁英部隊軍錶贈送軍功錶。
軍功錶正面下方有一個軍人頭盔像，下面寫著「89.6平息暴亂紀念」，背面刻有「中國共產黨北京市委員會」和「北京市政府」等字樣。
原駐守河南的解放軍第54軍上尉連長鄭先生，於2007年六四週年前夕在eBay網站拍賣軍功錶，他表示把部分金額捐給當年的受難者家屬「天安門母親運動」。據鄭先生回憶，當時只要看到沒有鋼盔的人就打。凌晨時，很多撤離不了的學生都被擊倒在地。他最後看到直升機清早到廣場搬運屍體。。

### 生於八九六四者今年成年
2007年同時是香港特別行政區成立十周年紀念，相對於香港政府招募於香港主權移交當天出生的小朋友被香港禮賓府招待與慶賀十周歲生日，《明報》在6月3日以頭版報道於六四事件當天出生的人將於該天後成年相對於前者的一份落差，並描寫成長期間因其出生日期的特別所致的經歷與其心路歷程。

### 成都晚報出現悼念廣告
六四當天出版的成都晚報，在其第14版右下角（分類廣告）一個遺失作廢的聲明廣告的最底出現一行過「向堅強的64遇難者母親致敬！」的文字 （页面存档备份，存于），路透社記者當晚向報社求證卻未果，公安則稱事件已調查中，當天晚上報社立即緊急向報檔收回，但仍有部分報紙成功售出，而當天網上版則只有該版不能下載查閱。
同時四川省委、成都市委已對報社予以整頓與內部調查，報社一名副總編輯及兩名編輯部職員被革職，但無需停刊。路透社同時引述消息人士稱，報社廣告部一名女職員致電詢問刊登廣告者，這人聲稱六四發生礦難，因此向其死難者母親致敬，至6月22日，自由亞洲電台報道維權人士劉飛躍引述該報內部消息，稱該位馮姓刊登廣告者被成都市公安局拘捕並立案處理，而該電台記者亦追查得知，案件已轉至該局國保大隊人員處理。

### 鄧林談及六四
鄧小平長女鄧林於6月下旬畫家身份出席香港主權移交10周年活動，在同月24日出席香港電台《舊日的足跡 （页面存档备份，存于）》節目訪問，談及六四時稱該天凌晨的清場是「他們領導人的決定」，並非外界所稱由鄧小平一人決定，因此不應由「哪一個人具體負責」。說「如果給吾爾開希等人來掌握中國的命運，中國哪會有改革開放？社會是亂了。」
鄧林稱鄧小平經過事件「認清了一些東西」，並認為當時清場的決定是正確的：「六四不是你想有就有，沒有就沒有，它要來你有什麼辦法？鄧小平也不想有亂七八糟的事，但事情來便要應對，現在便解決了！」
對於香港人的六四心結，鄧稱歷史事件應以當時具體情況來判斷，「有些人思想轉不過來，沒關係，但只要堅持改革開放，他們發財我們也很開心。」並以香港房價作例子說明社會發展。

## 外部連結
- 「六四」18周年專頁香港市民支援愛國民主運動聯合會
- 六四周年專題 （页面存档备份，存于），大紀元